# Oleg Szergejevics Golovanov
Oleg Szergejevics Golovanov, oroszul: Олег Сергеевич Голованов   (Leningrád, 1934. december 17. – 2019. május 24.) olimpiai bajnok szovjet-orosz evezős.

## Pályafutása
Az 1960-as római olimpián kormányos nélküli kettesben aranyérmes lett Valentyin Borejkóval. Részt vett az 1964-es tokiói olimpián. 1959-ben Európa-bajnoki, 1962-ban világbajnoki ezüstérmet szerzett.

## Sikerei, díjai
- Olimpiai játékok – kormányos nélküli kettes
  - aranyérmes: 1960, Róma
- Világbajnokság – kormányos nélküli kettes
  - ezüstérmes: 1962
- Európa-bajnokság – kormányos nélküli kettes
  - ezüstérmes: 1959